# Guri
Pour les articles homonymes, voir Guri (homonymie).
Guri est une ville de la Corée du Sud, dans la province du Gyeonggi. Son nom, qu'elle doit à d'anciennes mines, signifie cuivre en coréen.

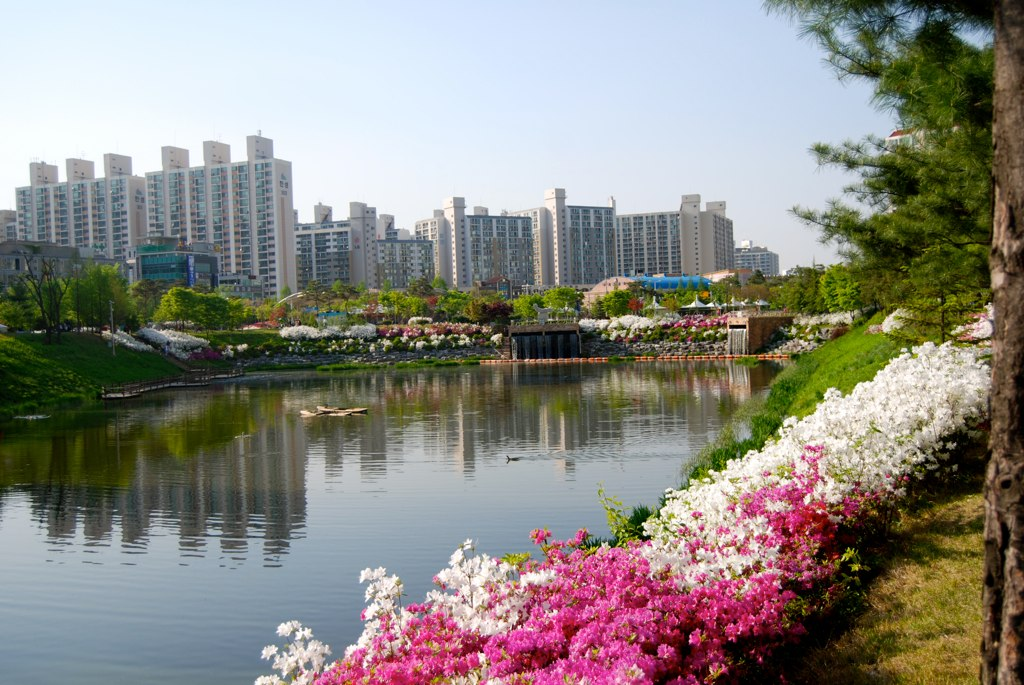
La ville de Guri.

## Histoire
Les tombes royales de Donggureung, de la dynastie Joseon sont situées dans la ville, ainsi que la colline Achasan, site d'une forteresse dans la période Baekje.
Guri est une ville à part entière depuis 1986. Elle a fait partie de Yangju jusqu'en 1980 puis de Namyangju jusqu'en 1986. La ligne de banlieue Jungang Line relie Guri à Séoul.

## Géographie

### Localisation
|       | Namyangju |           |
| Séoul | Guri      | Namyangju |
|       | Séoul     |           |

Guri se trouve dans la zone nord-est de la province de Gyeonggi. La montagne d'Achasan ainsi que Séoul se trouve à l'ouest et la ville de Namyangju est à l'est.

### Topographie
La superficie totale de la ville est de 33,29 km2. Guri était autrefois plus grande, mais certains des cantons ont été incorporés à Séoul et à d'autres villes entourant Guri.
Les montagnes de Gwangju entourent la zone nord-ouest de la ville de Guri. Les reliefs sont généralement au dessus des 1000 mètres, cependant à l'ouest exact, il y a des collines plus basses.
Le ruisseau Wamgsil et la rivière Han se jettent dans la ville et comptent environ dix-sept affluents.

### Climat
Guri a un climat continental humide (Köppen : Dwa), mais peut être considéré comme à la limite d'un climat subtropical humide (Köppen : Cwa) en utilisant l'isotherme de -3 °C.
| Mois                                | jan. | fév. | mars | avril | mai  | juin  | jui.  | août  | sep. | oct. | nov. | déc. | année |
| ----------------------------------- | ---- | ---- | ---- | ----- | ---- | ----- | ----- | ----- | ---- | ---- | ---- | ---- | ----- |
| Température minimale moyenne (°C)   | −6,9 | −4,2 | 0,9  | 7,1   | 12,7 | 18,1  | 22,1  | 22,5  | 17,1 | 9,6  | 2,3  | −4,8 | 8     |
| Température moyenne (°C)            | −2,5 | 0,4  | 6,1  | 12,6  | 18,4 | 22,9  | 25,5  | 26,1  | 21,3 | 14,5 | 6,8  | −0,4 | 12,6  |
| Température maximale moyenne (°C)   | 2,3  | 5,5  | 11,7 | 18,7  | 24,5 | 28,4  | 29,8  | 30,7  | 26,6 | 20,5 | 12   | 4,1  | 17,9  |
| Précipitations (mm)                 | 12,5 | 22,5 | 32,7 | 66,5  | 93,4 | 116,7 | 405,4 | 337,2 | 133  | 48,6 | 43,7 | 17,8 | 1 330 |
| Nombre de jours avec précipitations | 3,3  | 3,8  | 5,3  | 7     | 7    | 8,1   | 14,5  | 13,8  | 7,7  | 5,2  | 7    | 4,8  | 87,5  |

| Diagramme climatique                                  |             |             |             |              |               |               |               |             |             |           |             |
| J                                                     | F           | M           | A           | M            | J             | J             | A             | S           | O           | N         | D           |
| 2,3−6,912,5                                           | 5,5−4,222,5 | 11,70,932,7 | 18,77,166,5 | 24,512,793,4 | 28,418,1116,7 | 29,822,1405,4 | 30,722,5337,2 | 26,617,1133 | 20,59,648,6 | 122,343,7 | 4,1−4,817,8 |
| Moyennes : • Temp. maxi et mini °C • Précipitation mm |             |             |             |              |               |               |               |             |             |           |             |

## Villes jumelées
- Calamba, Laguna, Philippines[2]
- Carrollton, Texas, Etats-Unis[3]

## Personnalités
- BoA - chanteuse, compositrice, danseuse, productrice de disques et actrice
- Xiumin - chanteur, rappeur, danseur, mannequin, acteur, et membre de (EXO, EXO-M et EXO-CBX)
- Jang Dongwoo - chanteur, rappeur, danseur, mannequin, auteur-compositeur, producteur, et acteur (Infinite et Infinite H)
- Gong Myung - acteur et chanteur (5urprise)
- Choi Yoo-jung - chanteur, rappeur, danseur, auteur-compositeur et actrice (Weki Meki)
- Jihyo - chanteuse et danseuse (Twice)
- Doyoung - chanteur et danseur (NCT, NCT U et NCT 127)